# ふたりモノローグ
『ふたりモノローグ』は、ツナミノユウによる日本の漫画作品。2016年10月15日から2018年12月1日まで『サイコミ』（発行元：Cygames、発売元：講談社）にて連載された。2017年10月9日より11月13日までAbemaTVにて実写ドラマがインターネット配信された。

## あらすじ
地味でネクラな女子高生、麻積村ひなた。ある日の授業中、彼女は隣の席に座るクールなギャルが小学生時代の友人、御厨みかげであることに気が付く。当時とは雰囲気が大きく変わっていたみかげに内心おどおどしながらも、もう一度友達になろうとしたひなた。そんな彼女に対し、みかげのとった行動とは。お互いを思うがあまりすれ違う2人の学園コメディが幕を開ける。

## 登場人物
※演は、実写ドラマで演じた俳優。
麻積村 ひなた（おみむら ひなた）
演 - 福原遥（幼少期：木幡環）
本作品主人公。都立學ヶ岳学院2年生。ネクラで内気な性格で髪を伸ばしているが、小学校時代は明るく人気者で髪型はベリーショートに近いショートヘアだった。10年の歳月を経てギャルに変貌したみかげを最初は怖がっていた。
みかげとは小学校時代の出来事以来疎遠になっていたため、再会を機に再び友達になろうと努力している。
歌が上手い。アニメや特撮が好きなオタク気質である。また、犬が好きであり、キアヌというゴールデン・レトリバーを飼っている。飼い主に気が付かれぬよう犬の注意を引くのが趣味。
御厨 みかげ（みくりや みかげ）
演 - 柳美稀（幼少期：岩崎未来）
本作品もう一人の主人公。2年生。小学校では落ち着いた雰囲気だったが、それがゆえにひなたと疎遠になったと思い込んでいる。おしゃれで格好よくなればひなたの一番になれると思い、ギャルになった。ドラマでは数学が苦手な描写がある。
スタイルがよく、巨乳。
ひなたのことは10年間忘れたことは無く、高校入学時から彼女の存在に気が付いていた。
幼少期に足を噛まれた経験から、犬を苦手としている。
ひなたには影ながら多大な愛を注いでおり、部屋一面にひなたの写真を貼ったり、一挙手一投足を神聖視したりしている。
佐呂間 由依（さろま ゆい）
2年生。ひなたとは中学校時代からの友達。
非常に歪んだ性格をしており、脳内で常にあらぬ妄想を膨らましている。
会話や雰囲気からハートマークが溢れ出しているのが特徴。
蓮茂台 洸（はすもだい あきら）
演 - 栗林藍希
2年生。みかげの昨年のクラスメイト。女子サッカー部所属。
同性にかなりモテて底抜けに明るい性格をしているが、時折ナイーブな一面を見せることがある。
缶バッジ集めが趣味で、自身のリュックの背面に収集したバッジを飾っている。物まねが得意。
日暮 都（ひぐらし みやこ）
3年生。みかげの中学校時代からの先輩。
肌も焼いた筋金入りのギャルであり、みかげが非常に尊敬している人物。
みかげの手前ではクールに振舞うが、実際は隠れオタクであり腐女子。
ボーイズラブ系の同人誌を作っている。
田中 弘美（たなか ひろみ）
2年生。ひなたとみかげとは小学校時代の同級生。風紀委員。
伏倉 健司（しくら けんじ）
2年生。ひなたとみかげのクラスメイト。
みかげの豊満な胸に惹かれて彼女に想いを寄せる。
薬袋 貴子（みない たかこ）
ひなたとみかげのクラス担任。数学教師。都立學ヶ岳学院出身。
数学教師ながら万年ジャージで過ごしており、よく体育教師に間違えられる。
典型的な熱血教師であり、それゆえに他人のプライバシーに踏み込んでくることがある。
吉之助というパグを飼っている。
櫓見 理花子（やぐらみ りかこ）
都立學ヶ岳学院の化学教師。薬袋の先輩。
斧谷 翠（よきたに みどり）
学校裏にある喫茶店「ジーリョ」の店員。家事手伝い。
父親が経営する喫茶店「ジーリョ」で働いているが、経営方針を巡って父親とよく対立している。
高校時代の友人と結成したヘヴィメタルバンドでは、ベースを担当している。

## 書誌情報
- ツナミノユウ 『ふたりモノローグ』 講談社〈サイコミ〉、全6巻
  1. 2017年7月28日発売[4] ISBN 978-4-06-509206-4
  2. 2017年10月30日発売[5] ISBN 978-4-06-509224-8
  3. 2018年1月30日発売[6] ISBN 978-4-06-509241-5
  4. 2018年5月30日発売[7] ISBN 978-4-06-509269-9
  5. 2018年10月30日発売[8] ISBN 978-4-06-513383-5
  6. 2019年4月26日発売[9] ISBN 978-4-06-515734-3

## 実写ドラマ
2017年7月21日にAbemaTVでの実写ドラマ化が発表され、翌週7月28日から第1話先行配信が開始された。10月9日より正式に配信開始。主演は福原遥と柳美稀が演じる。2018年1月10日からTOKYO MXにて地上波放送された。ドラマの主題歌PVでは本編とは違い、完全に仲睦まじい二人が描かれている。

### キャスト
- 麻積村ひなた - 福原遥
- 御厨みかげ - 柳美稀
- 蓮茂台アキラ - 栗林藍希
- 麻積村ひなた（幼少期） - 木幡環
- 御厨みかげ（幼少期） - 岩崎未来
- 森下 - 遠藤史人
- 体育教師 - 山本彩[10]
- 小学校担任 - 和井みずき

### スタッフ
- 原作 - ツナミノユウ『ふたりモノローグ』
- 監督・脚本 - 倉田健次
- 音楽 - 渡邊崇
- オープニングテーマ曲 - 山本彩「Let's go crazy」[1]
- エンディング曲 - ひなた&みかげ「ふたりモノロック」
- プロデューサー - 竹中信広、松本准平、伊達毅
- 制作プロダクション - 東北新社
- 制作 - AbemaTV
- 製作 - Cygames

### 放送・配信日程
| 各話  | 配信日         | 放送日         | サブタイトル           | 脚本 |
| 各話  | AbemaTV        | TOKYO MX1      | サブタイトル           | 脚本 |
| ----- | -------------- | -------------- | ---------------------- | ---- |
| 第1話 | 2017年10月09日 | 2018年 1月10日 | 隣の席の元・親友       |      |
| 第2話 | 10月16日       | 1月17日        | もっと見せてそのねじれ |      |
| 第3話 | 10月23日       | 1月24日        | ふたりめし             |      |
| 第4話 | 10月30日       | 1月31日        | さよならのカロリー     |      |
| 第5話 | 11月06日       | 2月07日        | はじめてのデート       |      |
| 第6話 | 11月13日       | 2月14日        | 傘もささずに踊りたい   |      |

### 放送時間・配信時間
| 放送対象地域 | 放送局    | 系列   | 放送開始日    | 放送時間           |
| ------------ | --------- | ------ | ------------- | ------------------ |
| 東京都       | TOKYO MX1 | 独立局 | 2018年1月10日 | 水曜 20:30 - 20:56 |